# Tomás Silva
Tomás Silva (ur. 15 października 1999 w Viana do Castelo) – portugalski piłkarz, występujący na pozycji obrońcy w polskim klubie Jagiellonia Białystok.

## Sukcesy
Sporting Lizobona
- W sezonie 2020/2021 z Sportingiem Lizbona zdobył mistrzostwo Portugalii.

Jagiellonia Białystok
- Superpuchar Polski
  -  2024[2]
- W sezonie 2024/2025 z Jagiellonią Białystok wystąpił w europejskich pucharach[3].

## Statystyka
(stan na koniec sezonu 2024/2025)
| Klub                  | Sezon           | Liga            | Liga | Liga | Puchar kraju | Puchar kraju | Europa | Europa | Suma | Suma |
| Klub                  | Sezon           | Liga            | M.   | Br.  | M.           | Br.          | M.     | Br.    | M.   | Br.  |
| --------------------- | --------------- | --------------- | ---- | ---- | ------------ | ------------ | ------ | ------ | ---- | ---- |
| Sporting CP           | 2020/2021       | Primeira Liga   | 1    | 0    | —            | —            | —      | —      | 1    | 0    |
| Varzim SC             | 2021/2022       | Liga Portugal 2 | 14   | 0    | —            | —            | —      | —      | 14   | 0    |
| FC Vizela             | 2021/2022       | Primeira Liga   | 5    | 0    | 1            | 0            | —      | —      | 6    | 0    |
| FC Vizela             | 2022/2023       | Primeira Liga   | 22   | 1    | 2            | 0            | —      | —      | 24   | 1    |
| FC Vizela             | 2023/2024       | Primeira Liga   | 30   | 0    | 3            | 0            | —      | —      | 33   | 0    |
| FC Vizela             | Ogólnie         | Ogólnie         | 57   | 1    | 6            | 0            | 0      | 0      | 63   | 1    |
| Jagiellonia Białystok | 2024/25         | Ekstraklasa     | 16   | 1    | 2            | 0            | 10     | 0      | 28   | 1    |
| Jagiellonia Białystok | Ogólnie         | Ogólnie         | 16   | 1    | 2            | 0            | 10     | 0      | 28   | 1    |
| Jagiellonia II        | 2024/25         | III Liga        | 2    | 0    | —            | —            | —      | —      | 2    | 0    |
| Ogólnie kariera       | Ogólnie kariera | Ogólnie kariera | 90   | 1    | 8            | 0            | 10     | 0      | 108  | 1    |